# Lyons (Illinois)
Lyons – wieś w Stanach Zjednoczonych, w stanie Illinois, w hrabstwie Cook.